# Гриценко, Владимир Ильич
Владимир Ильич Гриценко (23 мая 1937 — 8 октября 2023) — советский и украинский учёный, знаток технической кибернетики, профессор. 1977 — лауреат Государственной премии УССР в области науки и техники, 1982 — Государственной премии СССР, 1992 — премии им. В. М. Глушкова, 1997 — лауреат Государственной премии Украины. Награждён орденами «Знак Почета», Трудового Красного Знамени, орденом «За заслуги» третьей степени, Почетной грамотой ВР Украины, заслуженный деятель науки и техники Украины, член-корреспондент НАНУ.

## Биография
С 1960 года работал в Институте кибернетики НАН Украины. В 1969—1977 годах — учёный секретарь, с 1977 — заместителем директора по научной работе.
С 1997 года — директор Международного научно-учебного центра информационных технологий и систем.
Его авторству принадлежат обстоятельные работы по экономико-математическим моделям и биоэкомедицины; информатики, информационных технологий и систем; компьютерных технологий обучения.
Развивал общую теорию интеллектуальных информационных технологий и возможности её применения в многообещающих сетях обработки информации.
Работал над созданием высокодинамичных компьютерно-телекоммуникационных сред,
интеллектуальных компьютерных сетей нового поколения и по вопросу многоязычия в кибернетическом пространстве.
Много его работ и работ творческого коллектива внедряются на предприятиях и в организациях Киева.
Руководил рядом работ, выполняемых по государственным и международным научно-техническим программам.
Является автором более чем 400 научных трудов, из них 19 монографий, зарегистрированных 11 авторских свидетельств.
Как педагог подготовил 15 кандидатов наук.
Входил в состав Национальной комиссии Украины по делам ЮНЕСКО, являлся членом Консультативного совета по вопросам информатизации при Верховной Раде Украины, в составе Национального комитета по информатике при Президиуме НАН Украины.
С 1998 года работал в качестве заместителя главного редактора, а с 2012 года — главный редактор журнала «Кибернетика и вычислительная техника».
Умер на 87-м году жизни 8 октября 2023 года. Похоронен на Байковом кладбище Киева (участок № 49а).